# Aéroport de Bumba
L'aéroport de Bumba (IATA : BMB, ICAO : FZFU) est un aéroport du nord de la République démocratique du Congo desservant Bumba, une localité portuaire, chef-lieu du territoire de Bumba, dans la province de la Mongala,
Le NDB de Bumba (BBA) est situé à 7,4 kilomètres à l'est de la piste. 

## Situation en RDC
| Bandundu Basango Mboliasa Bunia Gbadolite Gemena Goma Ilebo Kalemie Kananga Kikwit Kindu Kinshasa-Ndjili Kinshasa-N'Dolo Kisangani Kolwezi Lodja Lubumbashi Matari Matadi Mbandaka Mbuji Mayi Nioki Tshikapa Tshumbe |